# Clear (Unix)

clear

clear è un comando Unix che viene utilizzato per ripulire lo schermo.